# Franz von Höhnel
Franz Xaver Rudolph von Höhnel, född den 24 september 1852 i Sombor, död den 11 november 1920 i Wien, var en österrikisk bryolog, mykolog och algolog. 
Höhnel blev filosofie doktor i Strassburg 1877 och var professor i botanik vid Wiens tekniska högskola 1884-1920. Höhnel beskrev i runda tal 250 nya släkten och 500 arter av fungi.
Auktorsnamnet Höhn. kan användas för Franz von Höhnel i samband med ett vetenskapligt namn inom botaniken; se Wikipediaartiklar som länkar till auktorsnamnet.